# Lombach (Agger)
Der Lombach, auch Lindener Bach genannt, ist ein 2,6 km langer, linker Nebenfluss der Agger in Nordrhein-Westfalen, Deutschland.
Das Lombachtal ist als Naturschutzgebiet ausgewiesen.

## Geographie
Der Bach entspringt etwa 1 km nordöstlich von Marialinden, einem Ortsteil von Overath, am Nordhang des Bergrückens, auf dem die Ortschaft liegt. Die Quelle liegt auf 235 m ü. NHN. Von hier aus fließt er vorwiegend in westliche Richtung durch das Lombachtal und nimmt dabei mehrere kleinere Nebenflüsse auf. Nur wenige Meter vor der Mündung in die Agger fließt dem Lombach aus Norden der größte Zufluss zu. Anschließend fließt der Lombach auf 96 m ü. NHN linksseitig in die Agger.
Auf seinem 2,4 km langen Weg hat der Bach einen Höhenunterschied von 128 m überwunden, was einem mittleren Sohlgefälle von 53,3 ‰ entspricht.